# Fenestraja atripinna
Fenestraja atripinna är en rockeart som först beskrevs av Bigelow och Schroeder 1950.  Fenestraja atripinna ingår i släktet Fenestraja och familjen egentliga rockor. IUCN kategoriserar arten globalt som otillräckligt studerad. Inga underarter finns listade i Catalogue of Life.